# Liste von Persönlichkeiten der Stadt Arnsberg
In der Liste der Persönlichkeiten der Stadt Arnsberg werden diejenigen Personen aufgenommen, die in dem Gebiet der heutigen Stadt Arnsberg geboren wurden und im enzyklopädischen Sinn von Bedeutung sind. Des Weiteren werden diejenigen genannt, die vor Ort gewirkt haben oder das Ehrenbürgerrecht erhalten haben.

## Ehrenbürger
Aufgeteilt ist die Liste in die Ehrenbürger der Stadt Neheim, der Stadt Neheim-Hüsten (seit dem Zusammenschluss von Neheim und Hüsten 1941), der Gemeinde Oeventrop, der alten Stadt Arnsberg bis zur kommunalen Neugliederung 1974 sowie der Gesamtstadt Arnsberg nach 1974.

### Stadt Neheim

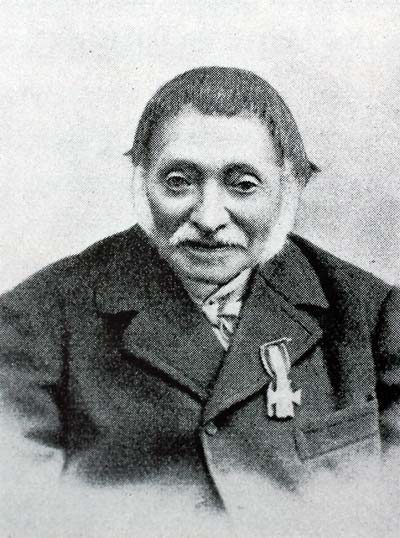
Noah Wolff

- 9. November 1837 – Franz Egon von Fürstenberg-Stammheim, Großgrundbesitzer, Mäzen und Politiker
- 20. Juni 1860 – Johann Suibert Seibertz, Jurist und Historiker
- 5. Februar 1892 – Theodor Cosack, Unternehmer
- 18. Juni 1896 – Friedrich Hilsmann, Arzt
- 18. August 1896 – Noah Wolff, Unternehmer
- 8. August 1907 – Wilhelm Brökelmann, Unternehmer
- 5. Dezember 1928 – Egon Cosack, Unternehmer
- 1. Mai 1935 – Hermann Kaiser, Unternehmer

### Stadt Neheim-Hüsten
- 1. Juli 1955 – Schwester Aicharda, Gemeindeschwester
- 1. Juli 1955 – Heinrich Desch, Unternehmer
- 1. Juli 1955 – Josef Kaiser, Unternehmer
- 7. Januar 1965 – Anton Cöppicus, Bürgermeister
- 7. Januar 1965 – Ernst König, langjähriger stellvertretender Bürgermeister
- 7. Mai 1968 – Heinrich Lübke, Bundespräsident

### Gemeinde Oeventrop
- 20. September 1956 – Georg Gierse

### Alte Stadt Arnsberg
- 21. Juni 1892 – Christian Knoll

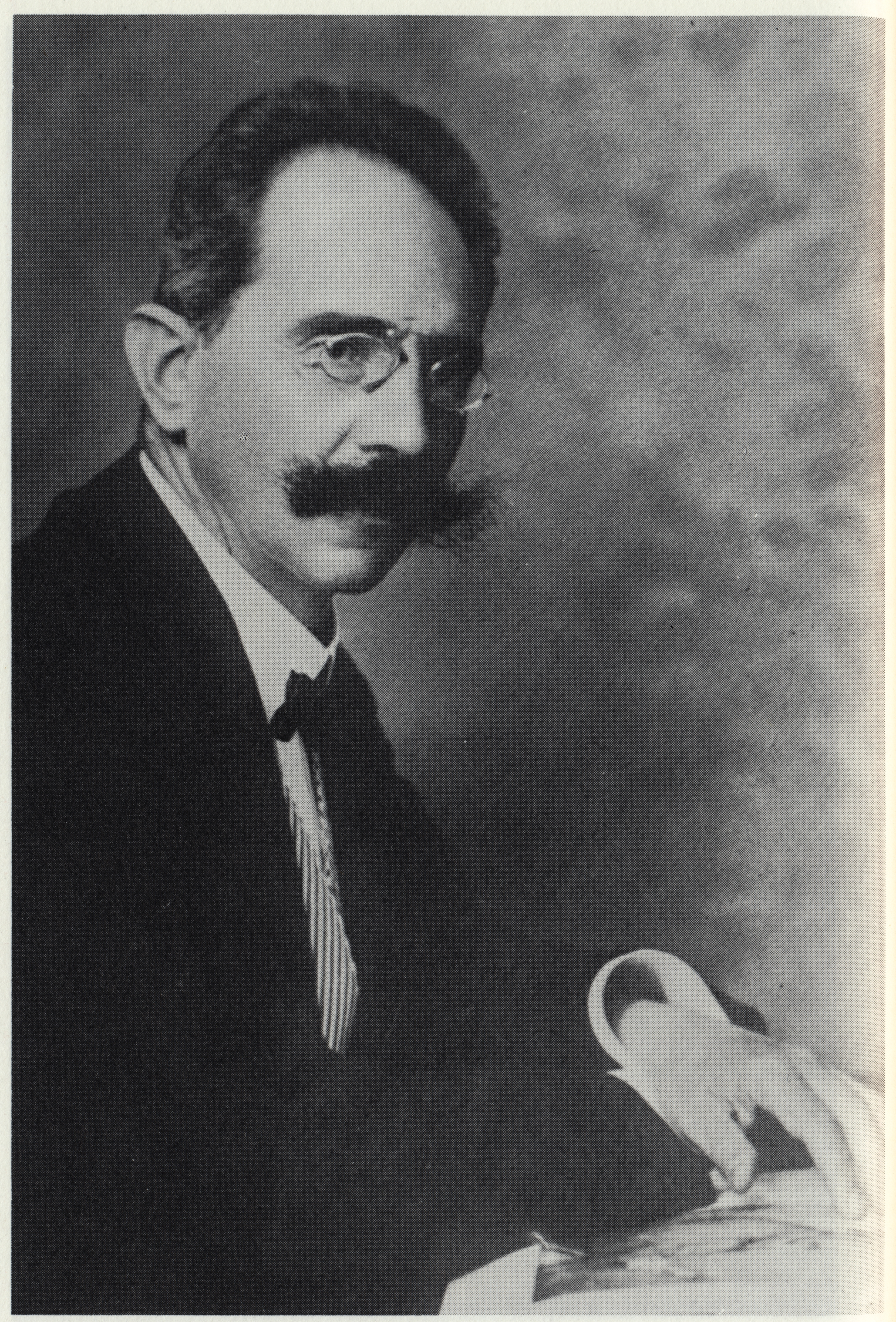
Karl Féaux de Lacroix

- 12. Februar 1901 – Wilhelm Julius Reinhold Winzer, Regierungspräsident
- 7. September 1905 – Friedrich Rintelen, Jurist
- 21. August 1906 – Gustav Tillmann
- 1. Oktober 1906 – Rudolf Schneider
- 20. November 1919 – Andreas Henze
- 1. Januar 1921 – Friedrich Busch, Gymnasialprofessor
- 1923 – Max Löcke
- 9. Oktober 1926 – Karl Féaux de Lacroix, Lehrer und Historiker
- 17. Januar 1929 – Franz Lübke
- 26. September 1933 – Hanns Kerrl, preußischer Justizminister zum Dank für die Erhaltung des Landgericht Arnsberg.[2]
- 1934 – Heinrich Teipel, NS-Politiker, 1987 aberkannt[3]
- 1937 – Wilhelm Frick, Reichs- und preußischer Innenminister
- 1938 – Viktor Lutze, SA-Stabschef
- 1939 – Josef Wagner, Gauleiter Westfalen-Süd[4]
- 29. September 1952 – Norbert Kraemer, Branddirektor
- 15. März 1955 – Paul Neuhaus

### Heutige Stadt Arnsberg
- 9. Januar 1987 – Gerhard Teriet (gleichzeitig Ehrenbürgermeister), erster Bürgermeister der neuen Stadt Arnsberg
- 21. Januar 2007 – Dieter Henrici, Unternehmer (Brökelmann, Jäger und Busse)[5]
- 12. Januar 2020 – Willy Hesse, Dachdeckermeister

## Söhne und Töchter der Stadt

### Politik, Herrschaft und Verwaltung

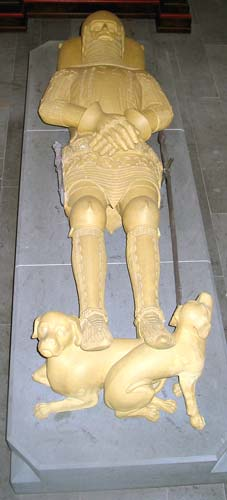
Gottfried IV. von Arnsberg

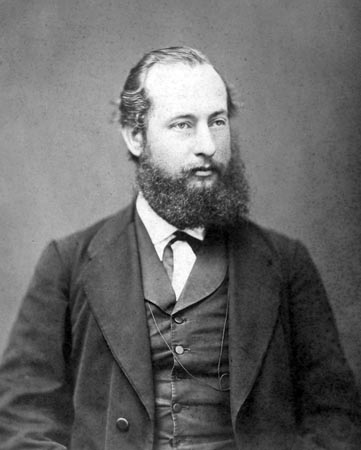
Wilhelm Hasenclever

Max König

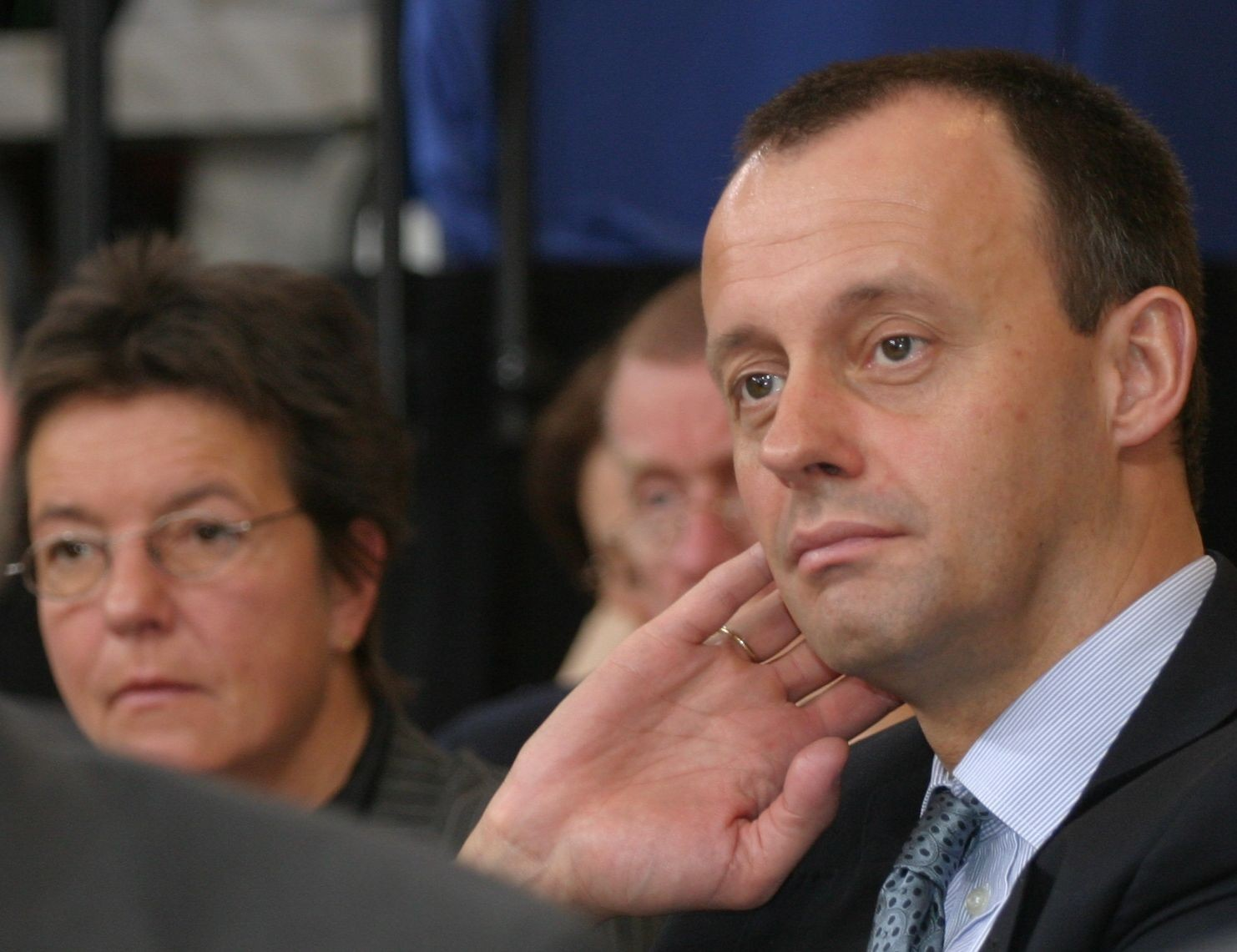
Friedrich Merz

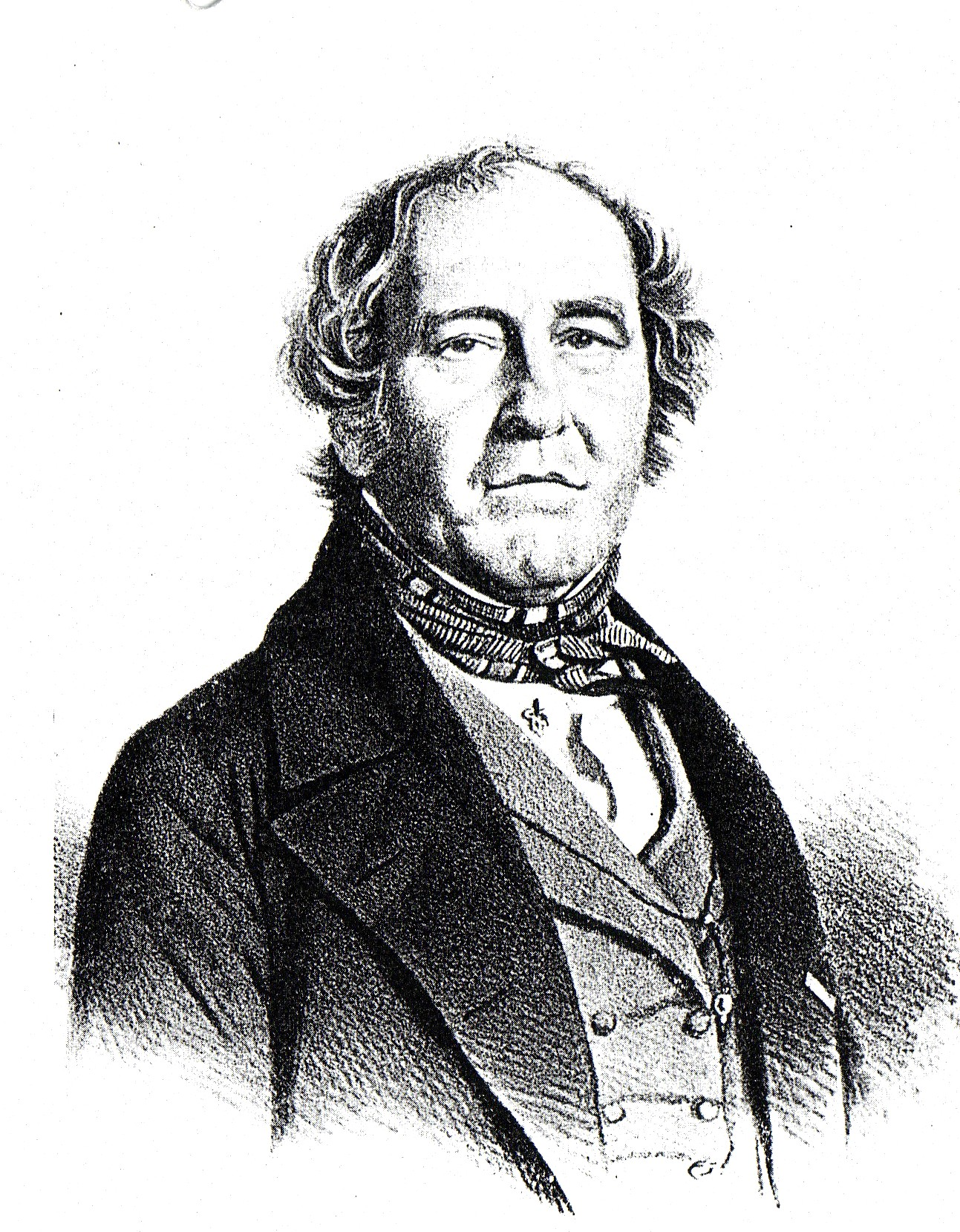
Johann Friedrich Joseph Sommer

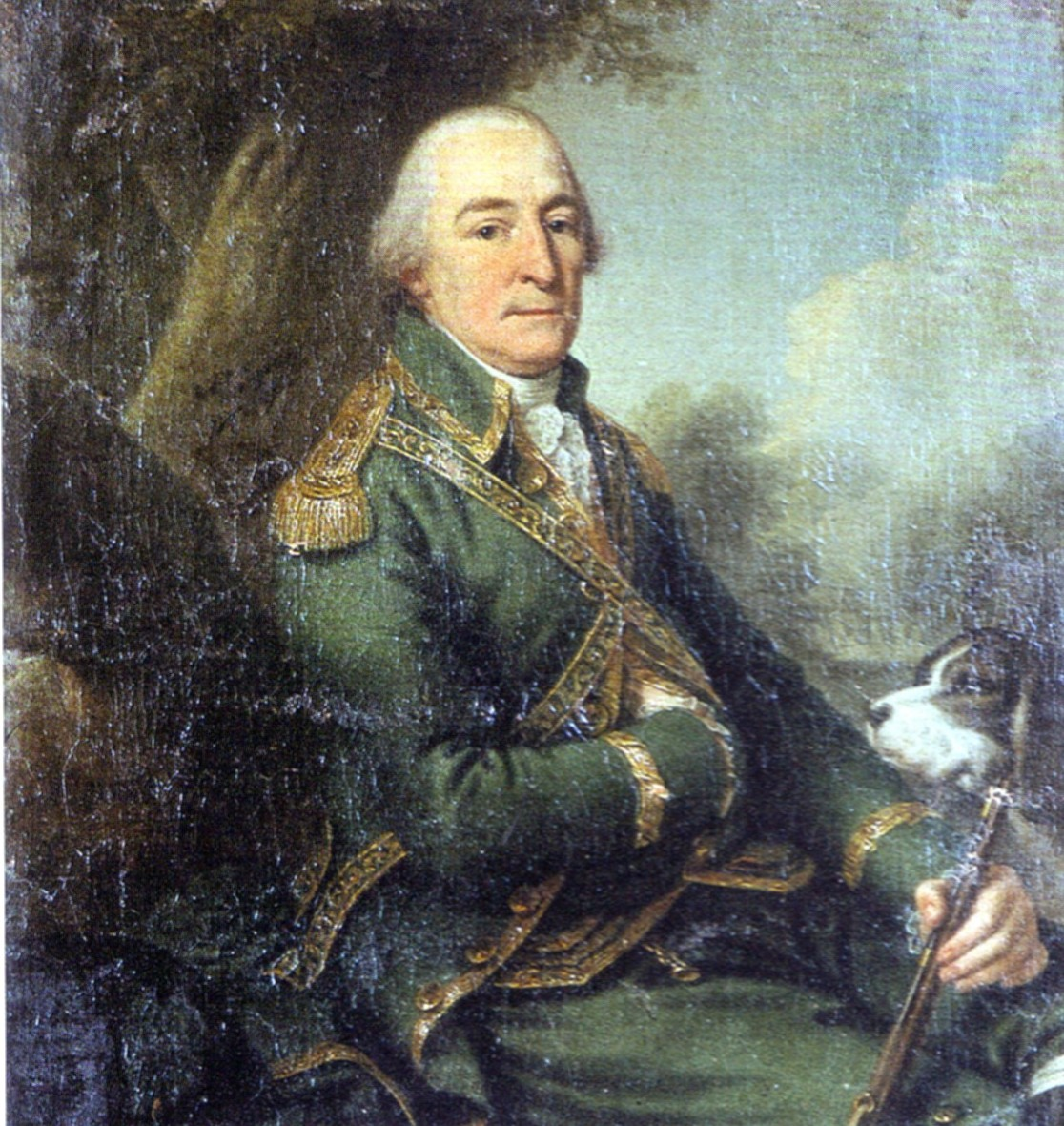
Clemens August von Weichs

- Franz Joseph Freiherr von Arens (* 7. Juni 1779 in Arnsberg; † 1. April 1855) war ein Jurist und Politiker.
- Carl Wilhelm Christian Arndts (* 7. November 1808 in Arnsberg; † 9. Juni 1862 in Trier) war ein deutscher Verwaltungsbeamter und preußischer Abgeordneter.
- Engelbert Arndts (1750–1819) war Jurist, kaiserlicher Postmeister und hoher Beamter des Herzogtums Westfalen
- Friedrich Arndts (* 22. September 1753 in Arnsberg; † 8. Februar 1812 in Meschede) war ein Jurist in Kurkölner und hessen-darmstädtischen Diensten. Als Autor verfasste er unter anderem eine statistisch orientierte Darstellung über das Herzogtum Westfalen.
- Hermann Christian Arndts (* 9. September 1831 in Arnsberg; † 19. November 1888 in Deutz) war ein preußischer Beamter, Syndikus, Verwalter und Landtagsabgeordneter. Er war mitbeteiligt am Aufbau der heutigen Forschungsanstalt Geisenheim
- Johann Wilhelm Arndts (* 1710 in Arnsberg; † 1771 in Arnsberg) war kurkölnischer Beamter, Postmeister der Reichspost und maßgeblicher Gründer des Arnsberger Intelligenzblattes.
- Friedrich von Arnsberg (genannt Friedrich der Streitbare) (* 1075; † 11. Februar 1124) war Regent der Grafschaft Arnsberg-Werl von 1092 bis 1124. Zeitgenössische Quellen bezeichnen ihn auch als Graf von Westfalen
- Gottfried II. von Arnsberg (* 1157; † 1235) war ab 1185 bis zu seinem Tod Regent der Grafschaft Arnsberg
- Gottfried III. von Arnsberg (* um 1214; † zwischen 1284 und 1287) war Graf von Arnsberg von 1238 bis zu seinem Tod
- Gottfried IV. von Arnsberg (* um 1295; † 21. Februar 1371) war der letzte Graf der Grafschaft Arnsberg.
- Heinrich von Arnsberg (* um 1128; † 4. Juni 1200 in Arnsberg) war etwa von 1154 bis 1185 Regent der Grafschaft Arnsberg
- Ludwig von Arnsberg († 2. Mai 1313) war Graf von Arnsberg und regierte anfangs noch als Mitregent seines Vaters, später allein von 1282 bis 1313
- Wilhelm von Arnsberg (* um 1277; † 1338) war Herr der Grafschaft Arnsberg und regierte von 1313 bis 1338
- Kaspar Josef von Biegeleben (* 1766 in Arnsberg, † 1842 in Darmstadt) war Jurist und Beamter, Politiker (im Dienste des kurkölnischen Staates und Hessen-Darmstadt).
- Ralf Paul Bittner (* 27. November 1966 in Arnsberg) ist ein Politiker (SPD). Seit 2018 ist er Bürgermeister von Arnsberg.
- Johann von Böckenförde genannt Schüngel (* um 1460; † 1545) war Landdrost des Herzogtums Westfalen.
- Friedrich Boese (* 3. April 1800 in Arnsberg; † Februar 1853 in Meschede) war Landrat des Kreises Meschede.
- Karl Brüggemann (* 24. Januar 1896 in Oeventrop; † 11. März 1977) war ein Kommunalpolitiker und ehrenamtlicher Landrat (CDU) des Landkreises Arnsberg.
- Wilhelm II. von Bayern, Freiherr von Höllinghofen (seit 1650 Wilhelm II., Fürstabt der Reichsabtei Stablo-Malmedy) (* ?; † 10. Februar 1657) war zunächst Landdrost des Herzogtums Westfalen und seit 1650 Fürstabt von Stablo und Malmedy
- Eberhard Beckermann (auch Beckermandt) (* 1576 in Arnsberg; † 1641 in Kassel) war ein General während des dreißigjährigen Krieges. Er war zunächst ein baden-durlacher Amtmann und trat danach in schwedische und hessische Kriegsdienste. Er hat 1634 vergeblich Arnsberg belagert
- Kaspar Josef von Biegeleben (1766–1842), Jurist und Beamter, Politiker (im Dienste des kurkölnischen Staates und Hessen-Darmstadt)
- Kurt Birrenbach (* 2. Juli 1907 in Arnsberg; † 26. Dezember 1987 in Düsseldorf) war ein Politiker der CDU
- Otto Bornemann (* 9. September 1891 in Arnsberg, † 13. Dezember 1972 in Frankfurt), Politiker, Reichstagsabgeordneter
- Karl Brüggemann (* 24. Januar 1896 in Oeventrop; † 11. März 1977), ehrenamtlicher Landrat im Kreis Arnsberg von 1961 bis 1969
- Carl-Julius Cronenberg (* 30. Juli 1962), Unternehmer und Politiker der FDP
- Dieter-Julius Cronenberg (* 8. Februar 1930 in Neheim; † 21. November 2013), Fabrikant und Politiker der FDP (MdB, ehemaliger Vizepräsident des Deutschen Bundestages)
- Josef Dahme (* 24. Juni 1894 in Müschede; † 24. Januar 1978 in München), Generalmajor des Heeres im Zweiten Weltkrieg
- Bernhard Degener (1829–1903), ehemaliger Bürgermeister der Stadt Bocholt
- Hermann von Dörnberg (* 2. November 1828 in Arnsberg; † 3. April 1893 in Kassel), preußischer Generalleutnant
- Franz Joseph Dröge (* 27. April 1789 in Arnsberg; † 17. Februar 1850 ebenda) war ein Jurist und Politiker.
- Otto Entrup (* 20. Juli 1930 in Hüsten; 28. Juni 2012 in Meschede) war ein Jurist und Politiker (CDU).
- Henneke von Essen (1561–1631), Arnsberger Bürgermeister, wurde mit 70 Jahren in einem Hexenprozess angeklagt, gestand aber nicht und starb im Gefängnis
- Werner Figgen (* 9. November 1921 in Neheim-Hüsten; † 12. April 1991 in Hamm) war ein Politiker (SPD)
- Andrea Fischer (* 1960), Politikerin (Bündnis 90/Die Grünen) und Publizistin, ehemalige Bundesministerin für Gesundheit
- Christian Franz Dietrich von Fürstenberg (teilw. auch Christian Franz Theodor) (* 5. Februar 1689 auf Schloss Fürstenberg; † 24. August 1755 auf Schloss Herdringen) war zunächst Domherr, ehe er in den weltlichen Stand zurückkehrte und unter anderem Mitglied im Reichshofrat und Erbdrost verschiedener Ämter im Herzogtum Westfalen wurde.
- Engelbert von Fürstenberg (* 7. November 1850 in Herdringen; † 1. Oktober 1918 in ebenda) war Fideikommissherr aus dem Adelsgeschlecht Fürstenberg und Politiker.
- Franz von Fürstenberg (1729–1810), Staatsmann und Schulreformer im Hochstift Münster, Gründer der Universität Münster
- Franz Egon von Fürstenberg-Herdringen (* 15. August 1818 in Herdringen; † 1. Februar 1902 ebenda) war Fideikommissherr, Politiker und Bauherr des neuen Schloss Herdringen
- Franz Egon Philipp von Fürstenberg-Herdringen (* 23. August 1789 in Herdringen; † 25. September 1832 in Ödingen) war Fideikommissherr aus dem Adelsgeschlecht Fürstenberg und Politiker.
- Franz Wilhelm von Fürstenberg (* 29. September 1628 auf Schloss Herdringen; † 2. September 1688 in Mülheim) war Ritter des Deutschen Ordens und zuletzt Landkomtur der Ballei Westfalen.
- Johann Wilhelm von Fürstenberg (1500–1568) war der vorletzte Landmeister des Deutschen Ordens in Livland
- Clemens Giese (1879–1961) war Stabsveterinär, Mitarbeiter im Reichsgesundheitsamt und -innenministerium und einer der Pioniere des deutschen Tierschutzes.
- Hans Bernd Gisevius (1904–1974), Widerstandskämpfer des 20. Juli 1944
- Carl Ludwig Anton Maria Harbert (1771–1832), Landpfennigmeister des Herzogtum Westfalen und Bürgermeister von 1796 bis 1798, Pomologe und Züchter der Apfelsorte Harberts Renette
- Winfried Hartmann (* 8. Mai 1936) ist ein Politiker (CDU) und war Kreisverwaltungsdirektor von Meppen.
- Wilhelm Hasenclever (1837–1889), Mitbegründer der deutschen Sozialdemokratie und einer der ersten Herausgeber der Zeitung Vorwärts
- Heinz Heppelmann (* 17. Mai 1927 in Arnsberg-Neheim; † 10. Januar 2009 ebenda) war ein Verwaltungsbeamter.
- Wilhelm Hertin (* 8. Februar 1880 in Voßwinkel; † 23. September 1968 in Balve) war ein Kommunalpolitiker und ehrenamtlicher Landrat (CDU).
- Everhard Höynck (* 1616 in Arnsberg, † 17. September 1675 in Brilon), war Bürgermeister von Brilon.
- Ernst Keller (* 11. September 1900 in Neheim; † 21. Juli 1963 in Bonn) war ein Politiker der FDP
- Richard Klewer (* 9. April 1898 in Arnsberg; † 1973), Bürgermeister der Städte Werl und Iserlohn, sowie Landrat in Iserlohn und Olpe
- Engelbert Klingholz (* um 1805 in Arnsberg), war ein preußischer Verwaltungsbeamter und kommissarischer Landrat des Landkreises Bitburg
- Johann Matthias von Landsberg zu Erwitte (* 23. Mai 1734 in Arnsberg; † 15. September 1813 in Münster) war Domherr in verschiedenen Hochstiften und hatte im Hochstift Münster bis zur Übernahme des Landes durch Preußen auch das Amt des Hofkammerpräsidenten und Präsidenten des Geheimen Rates inne.
- Ansgar Lange (* 14. Februar 1971 in Arnsberg), Journalist und Kommunalpolitiker der CDU.
- Josef Linhoff (* 12. März 1819  in Arnsberg; † 27. September 1893 in Münster) war ein preußischer Beamter.
- Rainer Lux (* 3. März 1951 in Voßwinkel) ist ein Politiker der CDU.
- Karl Minnigerode (1814–1894), Revolutionär, Mitverschworener Georg Büchners, Prediger der amerikanischen Episkopalkirche
- Paul Moder (* 1. Oktober 1896 in Neheim; † 8. Februar 1942 bei Maly Kalinez/Oblast Nowgorod) war ein Politiker (NSDAP), Freikorps- und SS-Führer.
- Egon Mühr (* 15. Dezember 1933 in Neheim; † 11. Januar 2008 ebenda) war Oberkreisdirektor und Politiker der CDU
- Franz Müntefering (* 16. Januar 1940), Vorsitzender der SPD und Vizekanzler der Bundesrepublik Deutschland von 2005 bis 2007
- Heinrich Philipp Osterrath (1805–1880) war ein preußischer Beamter und Parlamentarier
- Alex Paust (* 19. Oktober 1945) war Bürgermeister der Stadt
- Ernst Plassmann (* 12. April 1820 in Arnsberg; † 10. Januar 1876 in Hamm) war ein deutscher Jurist und Politiker.
- Michael Rademacher (* 17. November 1952) ist ein Kommunalpolitiker der SPD
- Friedrich Rintelen (1836–1907), Jurist und Politiker, Ehrenbürger von Arnsberg
- Otto Rintelen (1836–1868), Jurist und preußischer Landrat des Kreises Bergheim (Erft)
- Hermann II. (Rüdenberg) († um 1246) war ein Edelherr aus dem Geschlecht der Rüdenberger mit Hauptsitz auf der Rüdenburg bei Arnsberg und nominell Burggraf von Stromberg
- Felix Rühl (* 12. August 1910 in Neheim; † ?, nach 1951) war ein SS-Hauptsturmführer, der im Sonderkommando 10b der Einsatzgruppe D am Mord an den Juden in der durch das Deutsche Reich besetzten Ukraine beteiligt war.
- Erhard Schäfer (* 26. März 1937 in Voßwinkel) ist ein Kommunalpolitiker der CDU.
- Fritz Schulte (* 28. Juli 1890 in Hüsten; † wahrscheinlich 10. Mai 1943 in der Sowjetunion) war ein Politiker der KPD.
- Gerhard Struckelmann war seit 1487 Oberfreigraf des Arnsberger Oberfreistuhls. Er war auch Freigraf an anderen Freistühlen darunter denen in Eversberg, Rüthen und Bilstein.
- Gerd Stüttgen (* 22. März 1966 in Arnsberg)  war Mitglied des Nordrhein-Westfälischen Landtages für die SPD.
- Heinrich Teipel (* 22. März 1885 in Arnsberg; † 11. April 1945 in Wanzleben) war ein Politiker (NSDAP), Tierarzt und SA-Führer.
- Rudolph Ulrich (* 1819 in Arnsberg; † 1905 in Düsseldorf), preußischer Verwaltungsjurist und Landrat
- Theodor Ferdinand Ulrich (1825–1896) war ein Hüttenexperte sowie Politiker der Zentrumspartei
- Wilhelm Ulrich (1817–1872) war ein preußischer Ministerialbeamter und Abgeordneter (Zentrumspartei).
- Erich Vad (* 1957), Brigadegeneral a. D., Unternehmensberater und Universitätsdozent
- Friedrich Karl Hermann Georg von Viebahn (1840–1915), Generalmajor
- Bernhard Vogel (* 30. März 1882 in Neheim-Hüsten; † 10. Juni 1959 ebenda) war ein Kommunalpolitiker und ehrenamtlicher Landrat (CDU)
- Wilhelm Wulff (* 17. Juli 1815 in Arnsberg; † 14. August 1892 in Münster) war von 1842 bis 1878 Bürgermeister von Arnsberg.
- Ernst von Zastrow (1858–1926), preußischer General der Infanterie

### Religion

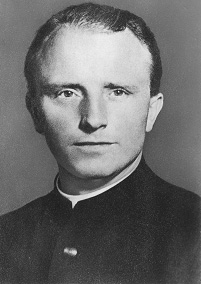
Franz Stock

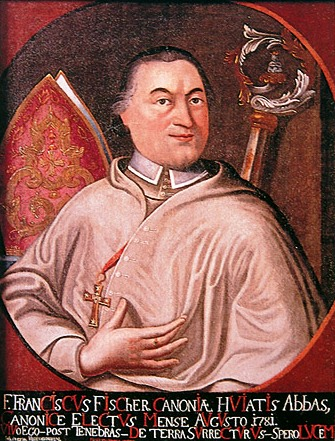
Abt Franz Josef Fischer

- Agnes von Arnsberg (auch Agnes zu Meschede) (≈1236–1306) war die letzte Äbtissin des Damenstifts Meschede. Sie war auch Äbtissin von Stift Oedingen.
- Berta von Arnsberg († 1292), Tochter des Gottfried II. von Arnsberg, war von 1243 bis zu ihrem Tode Fürstäbtissin des Frauenstiftes Essen.
- Gottfried von Arnsberg (≈1285–1363) war bis 1349 Bischof von Osnabrück und danach Erzbischof von Bremen.
- Johannes von Arnsberg († 1319) war nach der Umwandlung des Damenstifts Meschede in ein Kanonikerstift  der erste Propst dieser Einrichtung.
- Konrad von Arnsberg († 1433) war Weihbischof in Köln.
- Manfred Balkenohl (* 1936), Theologe
- Werner Bardenhewer (1929–2019), katholischer Priester, Stadtdekan von Wiesbaden, Pfarrer an der Kirche St. Bonifatius und Spiritual im Kloster Eibingen
- Norbert Bicker († 1715) war von 1688 bis 1715 Abt des Prämonstratenserstifts Wedinghausen.
- Volker Drehsen (1949–2013), Theologe
- Franz Anton von Dücker (1700–1752) war Priester  und Domherr in Köln.
- Wilhelm Freseken († 1401) war Propst des Stifts Meschede, Propst in Soest, Dompropst in Münster und Kanoniker in St. Aposteln  in Köln.
- Anna von Fürstenberg († 1626) war seit 1621 Äbtissin des Prämonstratenserinnenklosters Oelinghausen.
- Ferdinand Joseph von Fürstenberg (1739–1800), Domherr in Hildesheim, Paderborn, Münster und Halberstadt
- Franz Egon von Fürstenberg (1737–1825), Fürstbischof von Hildesheim und Paderborn
- Margarete von Fürstenberg (* nach 1509; † nach 1559) war Äbtissin des Klosters Welver
- Maria Anna von Fürstenberg (1732–1788), Äbtissin des Stifts Fröndenberg
- Heinrich Giese (1863–1937) war Hofrat in Wien und Beichtvater Kaiser Franz Josephs I., Reformer des Lehrerbildungswesens in Österreich, Gründer von Heimen für Mädchen und Kinder, Vizepräsident des „Österreichischen Caritasverbandes“, Präsident des Caritasverbandes der Erzdiözese Wien.
- Karl Hesse (1936–2023) war Erzbischof von Rabaul in Papua-Neuguinea.
- Wilhelm Sabri Hoffmann (* 1953), Vorsitzender der Christlich-Islamischen Gesellschaft
- Franz Karl von Landsberg zu Erwitte (1735–1779), Domherr in Münster, Paderborn und Osnabrück
- Eduard Stakemeier (1904–1970) war Professor der Fundamentaltheologie, der vergleichenden Religionswissenschaft und Konfessionskunde, Direktor des Johann-Adam-Möller Institutes in Paderborn, Konsultor im Sekretariat für die Einheit der Christen, Peritus auf dem Zweiten Vatikanischen Konzil und päpstlicher Hausprälat.
- Abbé Franz Stock (1904–1948), seit 1934 Pfarrer der deutschsprachigen katholischen Gemeinde in Paris, während der deutschen Besetzung Seelsorger für französische Gefangene (Begleitung zum Tode Verurteilter), 1945 Leiter eines Kriegsgefangenenseminars in Chartres, früher Verfechter einer deutsch-französischen Aussöhnung

### Wissenschaft, Bildung und Technik

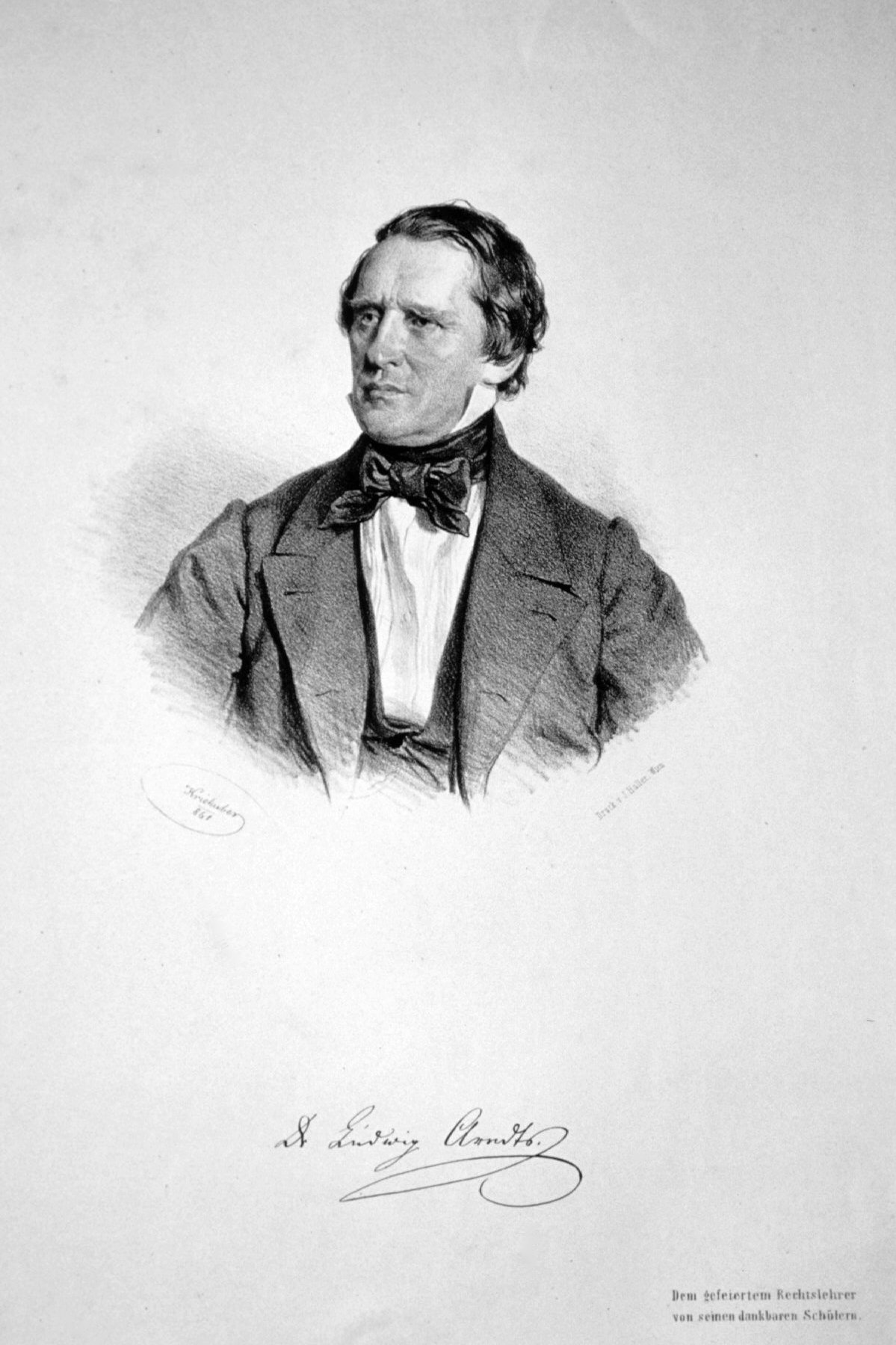
Carl Ludwig Arndts

### Wirtschaft, Gewerkschaften und Verbände

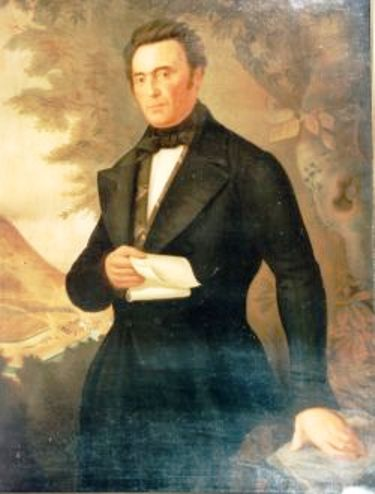
Josef Cosack